# Taunton (Anglaterra)
Taunton (pronunciat /ˈtɔːntən/) és un municipi del Regne Unit, que pertany al comtat de Somerset (Anglaterra), del qual és la capital. Del seu urbanisme destaquen els seus parcs i l'agosarada torre de 50 m de l'església dedicada a santa Maria Magdalena. Si bé en el passat va ser coneguda pels seus teixits de llana, actualment és una moderna ciutat d'oficines i botigues.

## Geografia
Taunton està situada a la vall del Tone, envoltada per tres zones de pujols: Quantock, Blackdown i Brendon. De fet, el nom d'aquesta ciutat té molt a veure amb la geografia, ja que és el resultat de la unió de dues paraules "Tone town", és a dir «la ciutat del riu Tone».

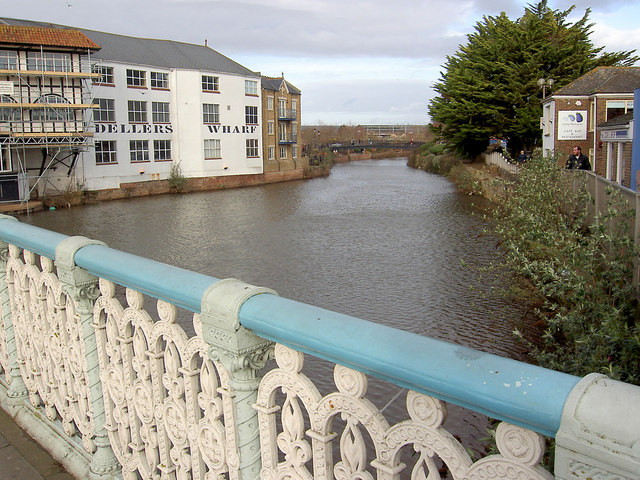
El riu Tone passant per Taunton

Durant el Permià (fa uns 295–250 milions d'anys) es van formar roques a partir d'argila rogenca i bretxes; posteriorment durant el Triàsic (fa uns 248–204 milions d'anys) es van originar la major part de les roques que configuren el paisatge de Somerset.
Hi ha dues reserves naturals protegides: South Taunton Streams que és un aiguamoll al sud de la ciutat, i Children's Wood al nord i a la vora del riu, on van a parar ocells migratoris: els alcedines, la cuereta torrentera, el cigne mut, el bernat pescaire, la boscarla i d'altres. També s'hi poden trobar papallones com l'escac aranès, la lleonada comuna, el coure comú i anisòpters.

## Història
Ja en el període prehistòric va ser un lloc habitat. S'han trobat restes de l'edat del bronze en un indret anomenat Cambria Farm a prop de la sortida 25 de la carretera M5; al mateix lloc hi ha restes de l'edat del ferro i de l'època romana. Hi va haver un poblat romanobritó a prop del barri de Holway.
Taunton va ser una ciutat important en època anglosaxona: era una ciutat fortificada amb dret a encunyar moneda. El rei Ine de Wessex va fer construir un castell de mota vers l'any 700, però va ser destruït per la seva esposa Æthelburg de Wessex el 722, per evitar que els rebels se n'apoderessin.
El 904 el rei Eduard el Vell va fer donació d'aquestes terres al bisbat de Winchester i el bisbe va enviar uns monjos perquè hi construïssin un monestir. En el Domesday Book consta com a burg amb força privilegis, una població d'unes 1.500 persones, dels quals 64 eren homes amb negocis i estaven governats per un portreeve  designat pel bisbe.
El 1366 Tauton va ser establerta la capital del comtat en substitució d'Ilchester. Entre el 1209 i el 1311 les finques propietat del bisbe de Winchester van augmentar més del doble fins a incloure les parròquies de Staplegrove i Wilton dins del Taunton Deane Hundred.
L'any 1451, durant la Guerra de les Dues Roses, Taunton va ser l'escenari de la lluita entre Thomas de Courtenay, 13è comte de Devon, i el baró Bonville. La reina Margarida d'Anjou i les seves tropes van passar el 1471 quan anaven a la batalla de Tewkesbury. En la segona revolta de Cornualla (1497) la major part de la noblesa de Cornualla van donar suport a Perkin Warbeck i el 17 de setembre un exèrcit d'uns 6.000 soldats van avançar cap a Taunton i Exeter. Enric VII d'Anglaterra va enviar el seu general en cap, Giles, lord Daubeney, a atacar Cornualla i quan Warbeck va saber que l'exèrcit reial estava a Glastonbury va entrar en pànic i va desertar. Enric VII va arribar a Taunton el 4 d'octubre del 1497 on va rebre la rendició del romanent de l'exèrcit de Cornualla. Els líders de la revolta van ser executats i altres van salvar la vida a canvi d'una fiança de 13.000 lliures.

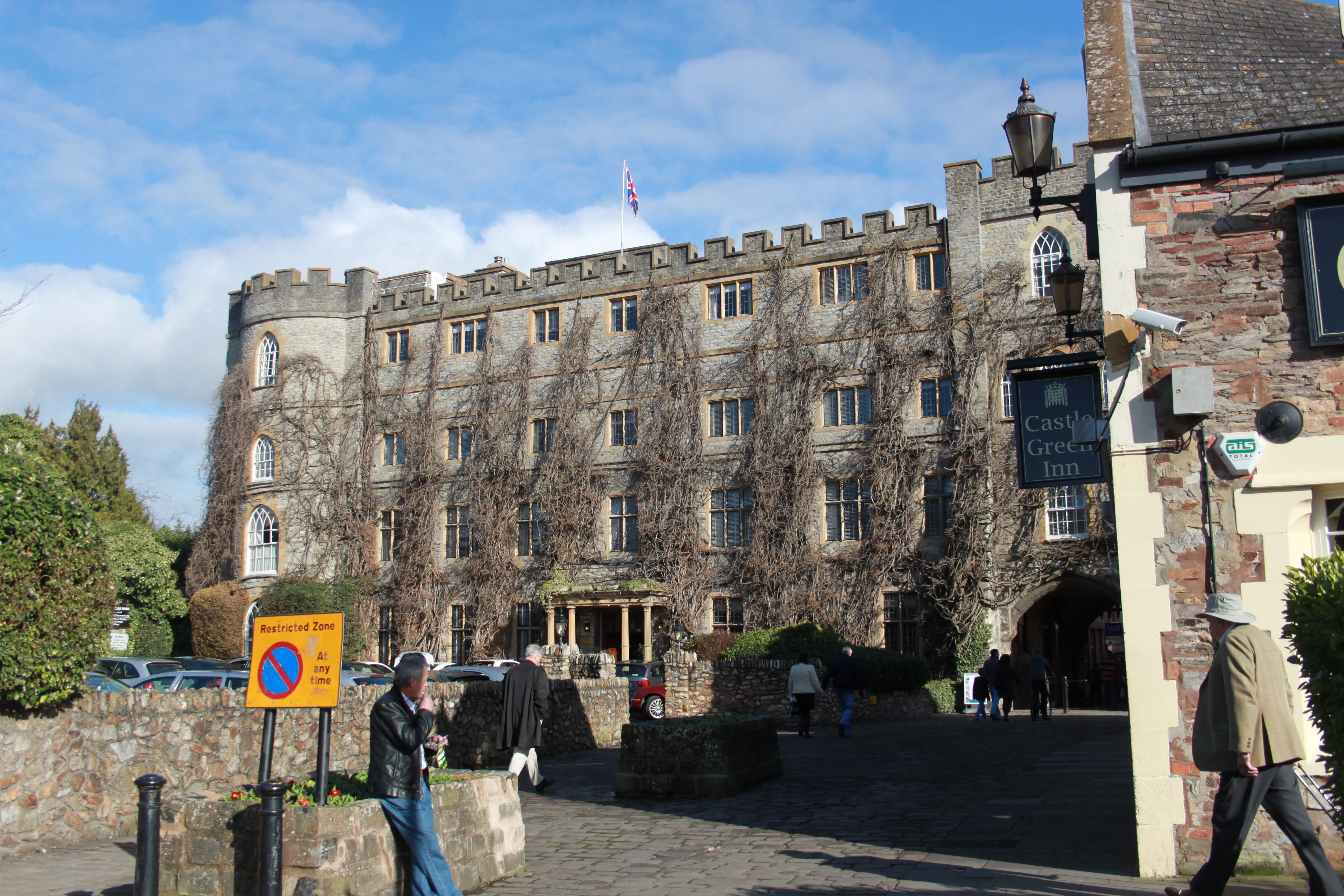
Castell de Taunton

El castell de Taunton va canviar de mans diverses vegades durant la guerra civil del 1642–45. Durant el setge de Taunton va ser defensat per Robert Blake, del juliol del 1644 al juliol del 1645, i la ciutat va patir la destrucció de molts edificis medievals. Acabada la guerra, el 1662, la torre fou demolida i només roman la base. El 20 de juny del 1685 el duc de Monmouth es va autoproclamar rei d'Anglaterra a Taunton. A la tardor d'aquell any el famós jutge George Jeffreys es va establir a Tauton pels judicis sanguinaris que van haver després la batalla de Sedgemoor.
Des de l'època medieval s'hi celebrava una fira de mercat en aquesta ciutat on es venia un tipus de teixit de llana anomenat Tauntons, perquè era de producció local, encara que es confeccionava en una proporció 2 a 1 amb llana espanyola, que li donava suavitat.
El 1839 es va construir el canal que enllaça el riu Exe amb el riu Tone, anomenat Grand Western Canal, fet que va beneficiar el comerç de la ciutat amb el sud, que encara va millorar amb l'arribada del ferrocarril el 1842.
El 1881 es va construir una base militar permanent, anomenada Jellalabad Barracks. En la Segona Guerra Mundial es va crear el canal Bridgwater i Taunton, que es va considerar part la línia per aturar l'avançament de les tropes alemanyes i encara se'n conserven les estructures de vigilància (pillboxes) al llarg del canal.

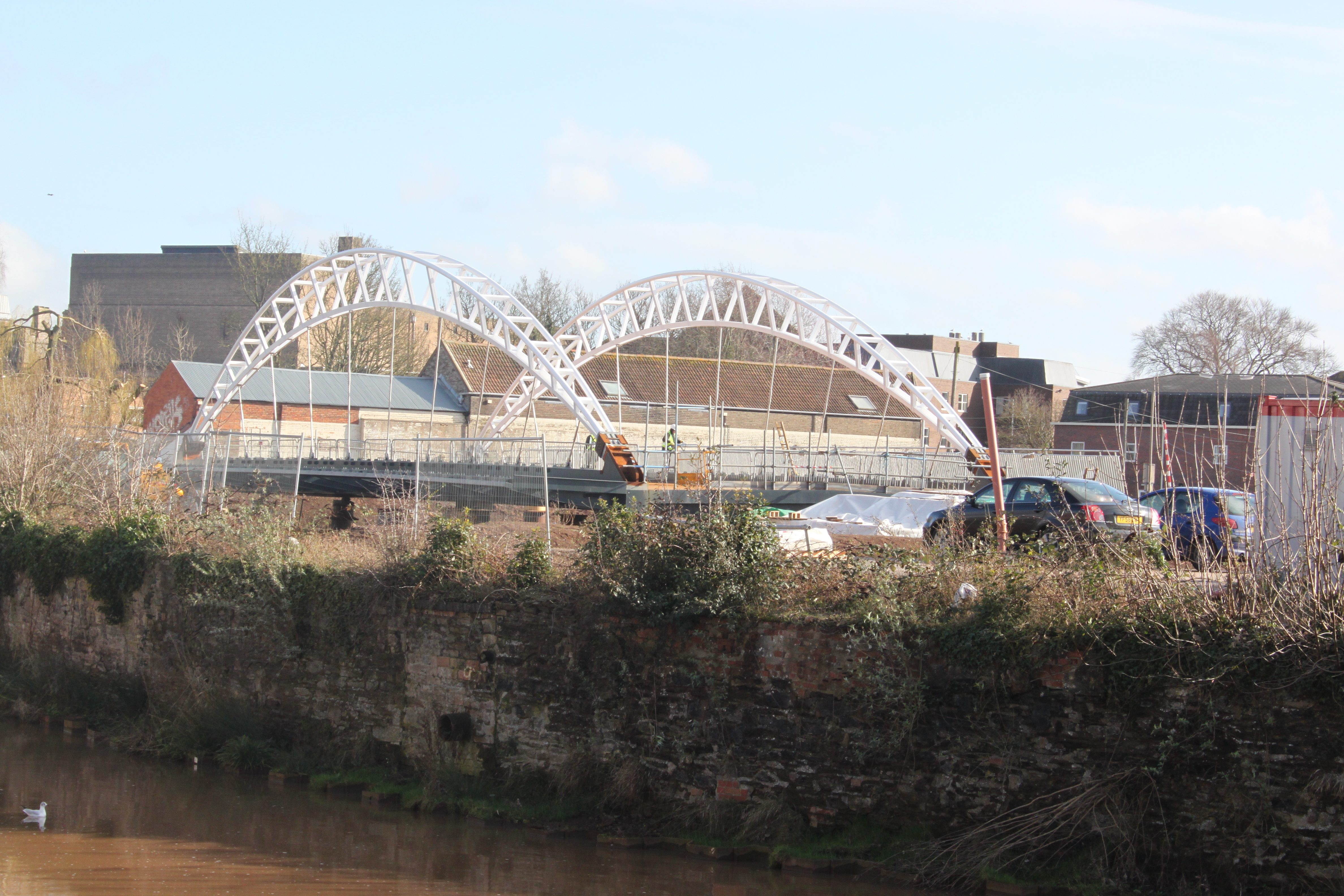
El pont nou que forma part de les reformes.

Taunton va ser declarada en el Pla d'Estratègia Regional "ciutat estratègicament important", cosa que va permetre al consell del comtat rebre el finançament que calia per fer una remodelació urbanística a gran escala, que es va iniciar el 2006. Aquestes reformes incloïen la construcció d'un barri cultural entre els actuals Firepool i Tangier, construir habitatges a prop del riu, un centre de negocis Rail al sud-oest i una estació d'autobusos. A més estava previst el drenatge del riu i la renovació d'alguns habitatges en mal estat. El pla també va incloure una tercera sortida per enllaçar amb la carretera, cosa que ha descongestionat força el transit i que es va acabar el 2011.

## Clima
Com a tot el sud-oest d'Anglaterra, Taunton té un clima temperat que és generalment més humit i suau que a la resta del país. La temperatura mitjana anual ǘolta els 10 °C (50.0 °F). La variació estacional és menys pronunciada que en altres llocs del Regne Unit a causa de l'efecte del mar. Els mesos de juliol i agost són els més càlids amb una temperatura màxima enregistrada de 21 °C (69.8 °F). La temperatura mitjana mínima és d'1 °C (33.8 °F) o 2 °C (35.6 °F) a l'hivern. Durant l'estiu les altes pressions procedents de les Açores afecten el sud-est d'Anglaterra, encara que de vegades es formen núvols per corrents de convecció terra endins que redueixen el nombre d'hores de sol. La mitjana d'hores de sol és lleugerament inferior a la regional que és de 1.600 hores. La majoria de les precipitacions se centren a la tardor i a l'hivern i són causades per baixes pressions procedents de l'Atlàntic. A l'estiu també hi ha pluges però són causades per corrents de convecció que es refreden de sobte. La mitjana de precipitacions està al voltant dels 700 mm. És típic també que hi hagi de 8 a 15 dies a l'any de precipitació en forma de neu. Els vents més forts bufen del novembre al març, mentre que els més fluixos arriben entre el juny i l'agost; el predominant és el del sud-oest.

## Demografia
Taunton tenia en el cens del 2001 una població de 61.400 habitants i és la ciutat més gran del comtat. Els estudis censals es fan en relació al districte electoral anomenat Taunton Deane, que inclou el municipi de Taunton més el de Wellington i altres llogarets propers, és a dir, el que antigament era la finca propietat del bisbat.
| Dades comparatives des de l'any 1801 |        |        |        |        |        |        |        |        |        |        |        |        |         |         |
| any                                  | 1801   | 1851   | 1901   | 1911   | 1921   | 1931   | 1941   | 1951   | 1961   | 1971   | 1981   | 1991   | 2001    | 2010    |
| Població Taunton Deane               | 33.139 | 51.844 | 53.759 | 55.666 | 56.161 | 56.661 | 62.745 | 69.492 | 75.320 | 81.639 | 84.795 | 95.791 | 102.304 | 109.883 |

Només el 4,1% dels habitants eren nascuts a l'estranger, una xifra menor que a la mitjana del comtat que és de 9,4%. L'any 2001 les persones en atur fan un 2,4% i al comtat el 2,6%.

## Economia

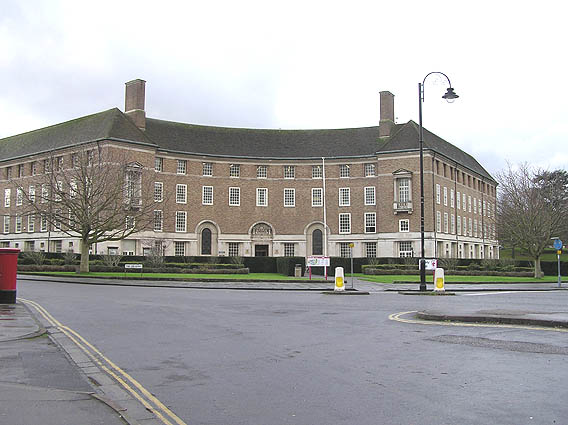
Oficines del comtat de Somerset.

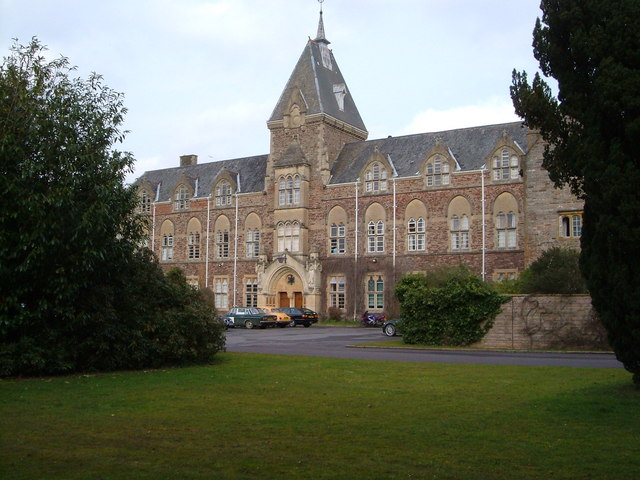
King's College, una de les moltes institucions educatives a Taunton.

El 2005 les persones en atur van arribar al 4,1% i segueix sent menys que la xifra del comtat, 5%. A Taunton hi ha força llocs de treball del sector de serveis, per ser la capital del comtat. A la ciutat està la seu de l'oficina hidrogràfica del Regne Unit (United Kingdom Hydrographic Office- UKHO), que depèn del ministeri de defensa i té competències en matèria de navegació i peticions civils o militars amb relació a les aigües. En aquestes oficines treballen aproximadament 1.100 persones. A començaments de la segona guerra mundial va obtenir la competència en impressió gràfica però la totalitat de la oficina no va estar acabada de muntar fins al 1968. També està a Taunton la seu de Defra, el ministeri del medi ambient agricultura i alimentació. Un altre organisme situat a Taunton és la Comissió de Caritat per a Gal·les i Anglaterra.
A Taunton es localitzen algunes empreses: Debenhams (roba, mobles i articles per la llar), Western Provident Association (administra fideïcomisos de salud), Viridor (energies renovables), CANDAC (empresa canadenca que estudia els canvis atmosfèrics) i General Electric. A Taunton es va obrir el 1969 la primera botiga de la cadena New Look que produeix i ven roba informal.
Antigament la ciutat de Taunton era coneguda per la producció d'un teixit de llana, però va decaure quan els clients van començar a preferir els teixits sintètics; actualment el producte més important és la sidra.
També la fira del bestiar es va deixar de celebrar el 2008.
A Taunton hi ha diversos edificis de botigues o centres comercials que atreuen visitats de tota la comarca Hankridge Farm, Belvedere Retail Park, St Johns Retail Park,  Priory Fields Retail Park i County Walk.
L'educació és una altra part de l'economia, a la ciutat hi ha diverses institucions educatives. També els esports mouen força diners: Hi ha clubs de rugbi (els Tigers, els Vikings), de futbol, de criquet i un hipòdrom.

## Llocs d'interès

### Edificis civils

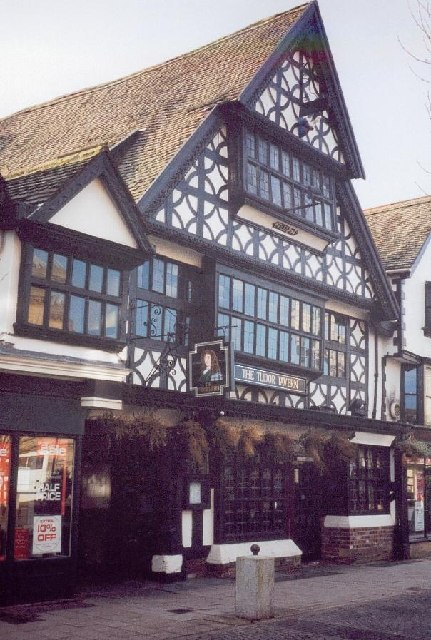
Tudor Inn

- Gray's Almshouses, un edifici del 1615 fundat per Robert Gray —un mercader de teixits— per a dones pobres sense família.[27]
- St Margaret's Almshouses que es va construir al segle xii per a ser un hospital per a leprosos, l'abadia de Glastonbury va adquirir l'edifici a finals del segle xiii i a finals del XVI va ser remodelat. Del 1612 al 1938 va continuar funcionant com a casa de caritat a càrrec de la parròquia. A finals de la dècada del 1930 es va emprar com a oficina del Consell Rural i de l'associació d'empresaris de Somerset. L'edifici estava malmés pel pas dels anys i dues associacions el van comprar (Somerset Buildings Preservation Trust i Falcon Rural Housing) i el van reparar per a fer-lo servir com a habitatges socials. Està catalogat com a patrimoni nacional de grau II*.[28]
- El castell de Taunton, d'època anglosaxona, part del qual és un museu i una altra part un hotel.[29]
- La Taverna Tudor del 1578.[30]

### Parcs

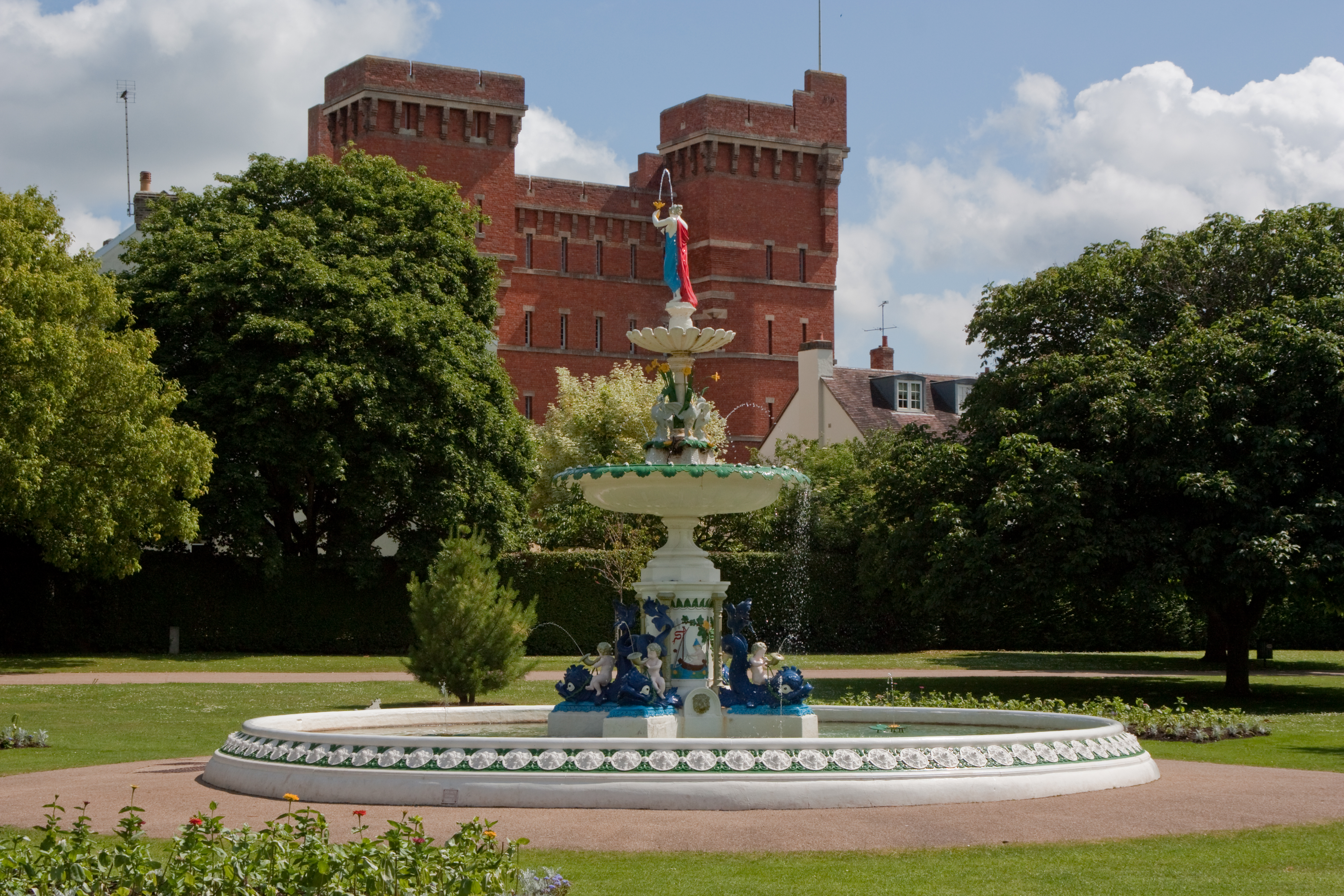
Una font a Vivary Park

Hi ha diversos parcs públics, els més destacats són: Vivary Park, Goodlands Park i Victoria Park.
- Vivary Park, ocupa el lloc on en l'edat mitjana va haver un viver que proveïa de peix al monestir de Tauton i als habitants del castell.[31] Encara que és un parc públic per entrar cal passar per unes portes de ferro, obra de la foneria Saracen de Glasgow. Està al centre de la ciutat i el Sherford Stream, que és un afluent del riu Tone, passa travessant les 7,5 hectàrees del parc. A l'interior hi ha dos grans espais oberts, un monument del 1922, una pista de minigolf, pistes de tennis, dues zones de gronxadors per a nens, un tren en miniatura que es va afegir el 1979, i un camp de golf de 18 forats, de 4.620 iardes, amb una dificultat de 63 par.[32] Al parc hi ha arbres, rosers, i jardins delimitats amb arbusts retallats que contenen 56.000 plantes anuals que es renoven després de donar flor a l'estiu. Dins l'espai per als rosers està el lloc on la Reial Societat Nacional de Roses posa a prova noves varietats de roses. Des del segle xix s'hi una fira anual de les flors, que se la coneix com "la Chelsea de l'oest", i atreu uns 24.000 visitants durant els dos dies que dura.[33]
- Goodlands Gardens, també en el centre, està darrere del castell.

### Edificis religiosos
- L'església de St Mary Magdalene, amb una torre de 50 metres d'alçada i un mecanisme que fa sonar 12 campanes.[34]
- L'església de St James, que data del segle xiv i té una torre que es va reconstruir al segle xix.[35]
- L'església de St George, de culte catòlic, construïda al segle xix.[36]
- Mary Street Unitarian Chapel, que data del 1721, i on va predicar Samuel Taylor Coleridge.[37]

## Agermanaments
Tauton té relacions d'agermanament amb:
- Lisieux (França)
- Königslutter (Alemanya)
- Taunton (Massachusetts) (EUA)